# Mahadevpuri
Mahadevpuri (nep. महादेवपुरी) – gaun wikas samiti w zachodniej części Nepalu w strefie Bheri w dystrykcie Banke. Według nepalskiego spisu powszechnego z 2001 roku liczył on 1269 gospodarstw domowych i 7768 mieszkańców (3733 kobiet i 4035 mężczyzn).